# Montgé-en-Goële
Pour les articles homonymes, voir Goële (homonymie).
Montgé-en-Goële est une commune française située dans le département de Seine-et-Marne en région Île-de-France.

## Géographie

### Localisation
Montgé-en-Goële est situé à 8 km au sud-est de Dammartin-en-Goële.

### Communes limitrophes
| Saint-Mard  | Marchémoret     | Saint-Soupplets     |
| Juilly      | Montgé-en-Goële | Cuisy               |
| Nantouillet | Vinantes        | Le Plessis-aux-Bois |

### Géologie et relief
La commune fait partie du pays traditionnel appelé la Goële.
Elle est classée en zone de sismicité 1, correspondant à une sismicité très faible.

### Hydrographie

#### Réseau hydrographique

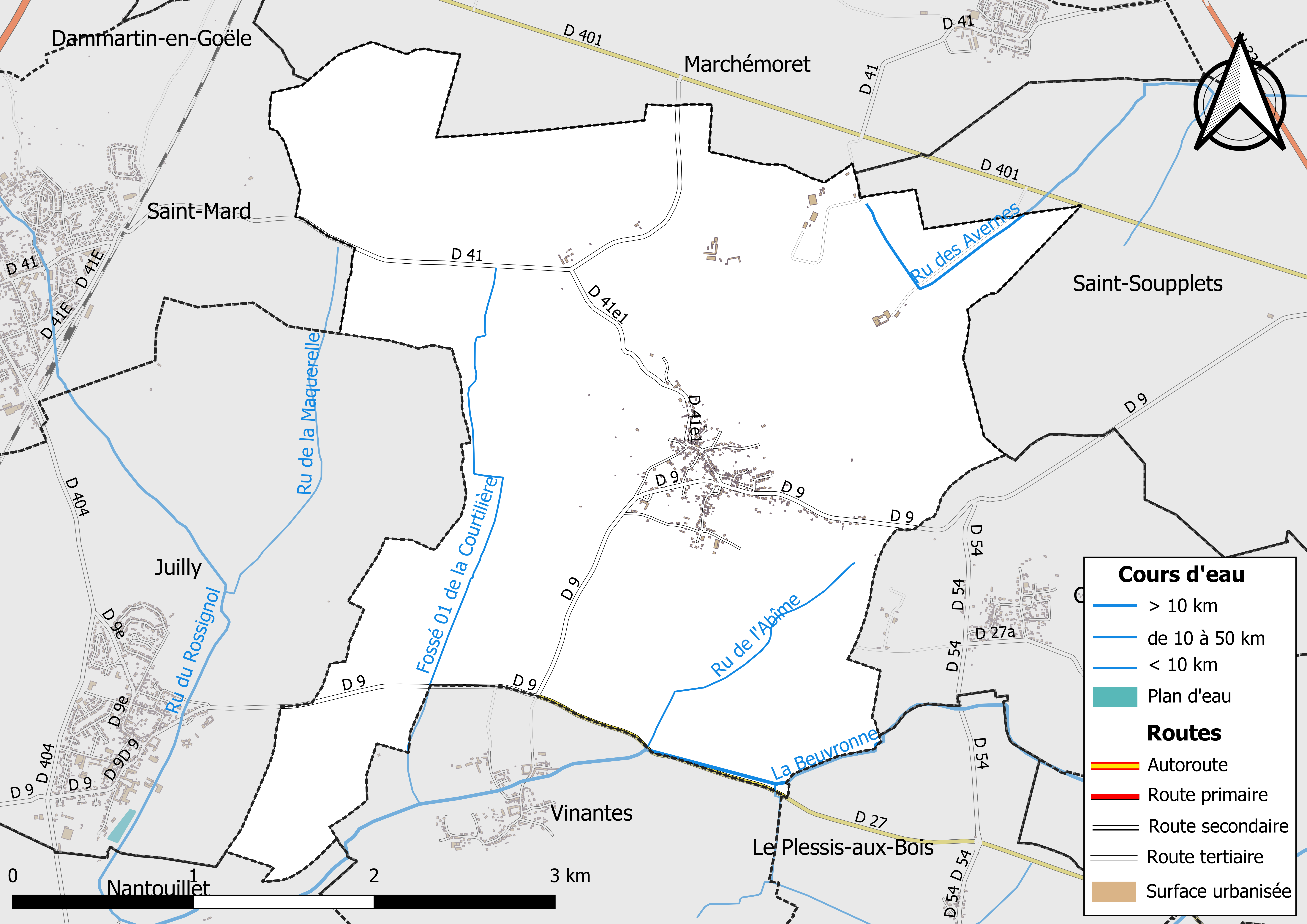
Carte des réseaux hydrographique et routier de Montgé-en-Goële.

Le réseau hydrographique de la commune se compose de cinq cours d'eau référencés :
- la rivière Beuvronne, longue de 23,90 km[2], affluent en rive droite de la Marne ;
  - le ru de Beauvais, long de 1,12 km[3], et ;
  - le fossé 01 de la Courtilière, 3,42 km[4], et ;
  - le ru de l'Abîme, 1,68 km[5], affluents de la Beuvronne ;
- le ru des Avernes, 8,16 km[6], affluent de la Thérouanne.

Le ru Huguelin se jette dans le ru de l'Abîme.
La longueur totale des cours d'eau sur la commune est de 6,49 km.

#### Gestion des cours d'eau
Afin d’atteindre le bon état des eaux imposé par la Directive-cadre sur l'eau du 23 octobre 2000, plusieurs outils de gestion intégrée s’articulent à différentes échelles : le SDAGE, à l’échelle du bassin hydrographique, et le SAGE, à l’échelle locale. Ce dernier fixe les objectifs généraux d’utilisation, de mise en valeur et de protection quantitative et qualitative des ressources en eau superficielle et souterraine. Le département de Seine-et-Marne est couvert par six SAGE, au sein du bassin Seine-Normandie.
La commune fait partie du SAGE « Nonette », approuvé le 28 juin 2006. Le territoire de ce SAGE concerne le bassin versant de la Nonette et de ses deux principaux affluents, la Launette et l’Aunette. Il inclut totalement ou partiellement 53 communes, dont 47 sur le département de l’Oise et 6 sur celui de le département de Seine-et-Marne, pour une superficie de 413 km2. Le pilotage et l’animation du SAGE sont assurés par le syndicat Interdépartemental du SAGE de la Nonette, qualifié de « structure porteuse », un syndicat créé en 1968.

### Climat
Pour des articles plus généraux, voir Climat de l'Île-de-France et Climat de Seine-et-Marne.
En 2010, le climat de la commune est de type climat océanique dégradé des plaines du Centre et du Nord, selon une étude du CNRS s'appuyant sur une série de données couvrant la période 1971-2000. En 2020, Météo-France publie une typologie des climats de la France métropolitaine dans laquelle la commune est exposée à un climat océanique altéré et est dans la région climatique Nord-est du bassin Parisien, caractérisée par un ensoleillement médiocre, une pluviométrie moyenne régulièrement répartie au cours de l’année et un hiver froid (3 °C).
Pour la période 1971-2000, la température annuelle moyenne est de 10,4 °C, avec une amplitude thermique annuelle de 14,7 °C. Le cumul annuel moyen de précipitations est de 749 mm, avec 12 jours de précipitations en janvier et 8,2 jours en juillet. Pour la période 1991-2020, la température moyenne annuelle observée sur la station météorologique la plus proche, située sur la commune du Plessis-Belleville à 8 km à vol d'oiseau, est de 11,4 °C et le cumul annuel moyen de précipitations est de 661,7 mm,. Pour l'avenir, les paramètres climatiques de la commune estimés pour 2050 selon différents scénarios d'émission de gaz à effet de serre sont consultables sur un site dédié publié par Météo-France en novembre 2022.

### Milieux naturels et biodiversité

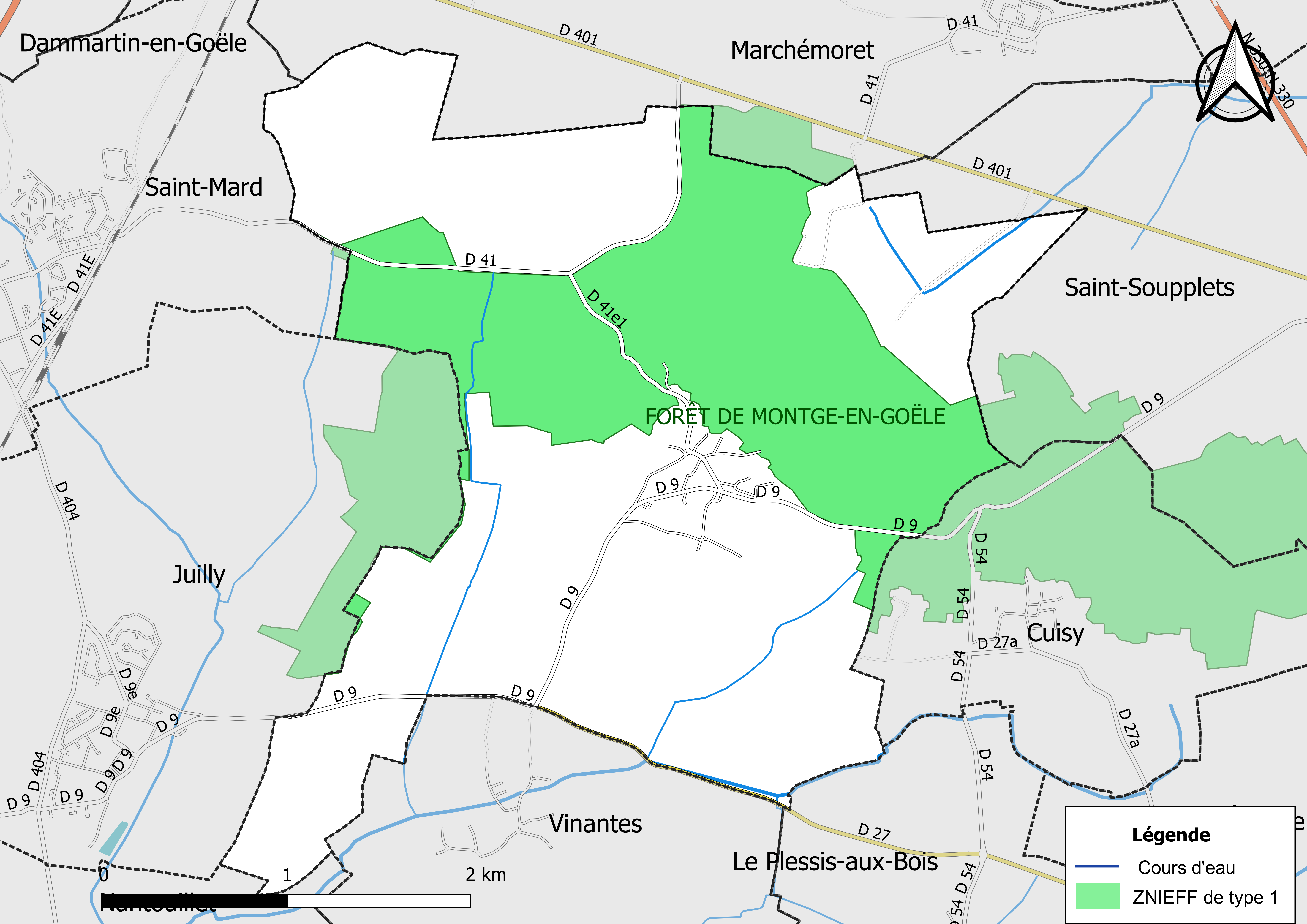
Carte des ZNIEFF de type 1 localisées sur la commune.

L’inventaire des zones naturelles d'intérêt écologique, faunistique et floristique (ZNIEFF) a pour objectif de réaliser une couverture des zones les plus intéressantes sur le plan écologique, essentiellement dans la perspective d’améliorer la connaissance du patrimoine naturel national et de fournir aux différents décideurs un outil d’aide à la prise en compte de l’environnement dans l’aménagement du territoire.
Le territoire communal de Montgé-en-Goële comprend une ZNIEFF de type 1,,, 
la « Forêt de Montge-en-Goële » (804,67 ha), couvrant 5 communes du département.

## Urbanisme

### Typologie
Au 1er janvier 2024, Montgé-en-Goële est catégorisée bourg rural, selon la nouvelle grille communale de densité à sept niveaux définie par l'Insee en 2022.
Elle est située hors unité urbaine. Par ailleurs la commune fait partie de l'aire d'attraction de Paris, dont elle est une commune de la couronne,. Cette aire regroupe 1 929 communes,.

### Lieux-dits et écarts
La commune compte 70 lieux-dits administratifs répertoriés consultables ici (source : le fichier Fantoir).

### Occupation des sols
L'occupation des sols de la commune, telle qu'elle ressort de la base de données européenne d’occupation biophysique des sols Corine Land Cover (CLC), est marquée par l'importance des territoires agricoles (60,4 % en 2018), une proportion sensiblement équivalente à celle de 1990 (60,8 %). La répartition détaillée en 2018 est la suivante : 
terres arables (56,9 %), forêts (35,3 %), zones urbanisées (4,3 %), zones agricoles hétérogènes (3,5 %).
Parallèlement, L'Institut Paris Région, agence d'urbanisme de la région Île-de-France, a mis en place un inventaire numérique de l'occupation du sol de l'Île-de-France, dénommé le MOS (Mode d'occupation du sol), actualisé régulièrement depuis sa première édition en 1982. Réalisé à partir de photos aériennes, le Mos distingue les espaces naturels, agricoles et forestiers mais aussi les espaces urbains (habitat, infrastructures, équipements, activités économiques, etc.) selon une classification pouvant aller jusqu'à 81 postes, différente de celle de Corine Land Cover,,. L'Institut met également à disposition des outils permettant de visualiser par photo aérienne l'évolution de l'occupation des sols de la commune entre 1949 et 2018.

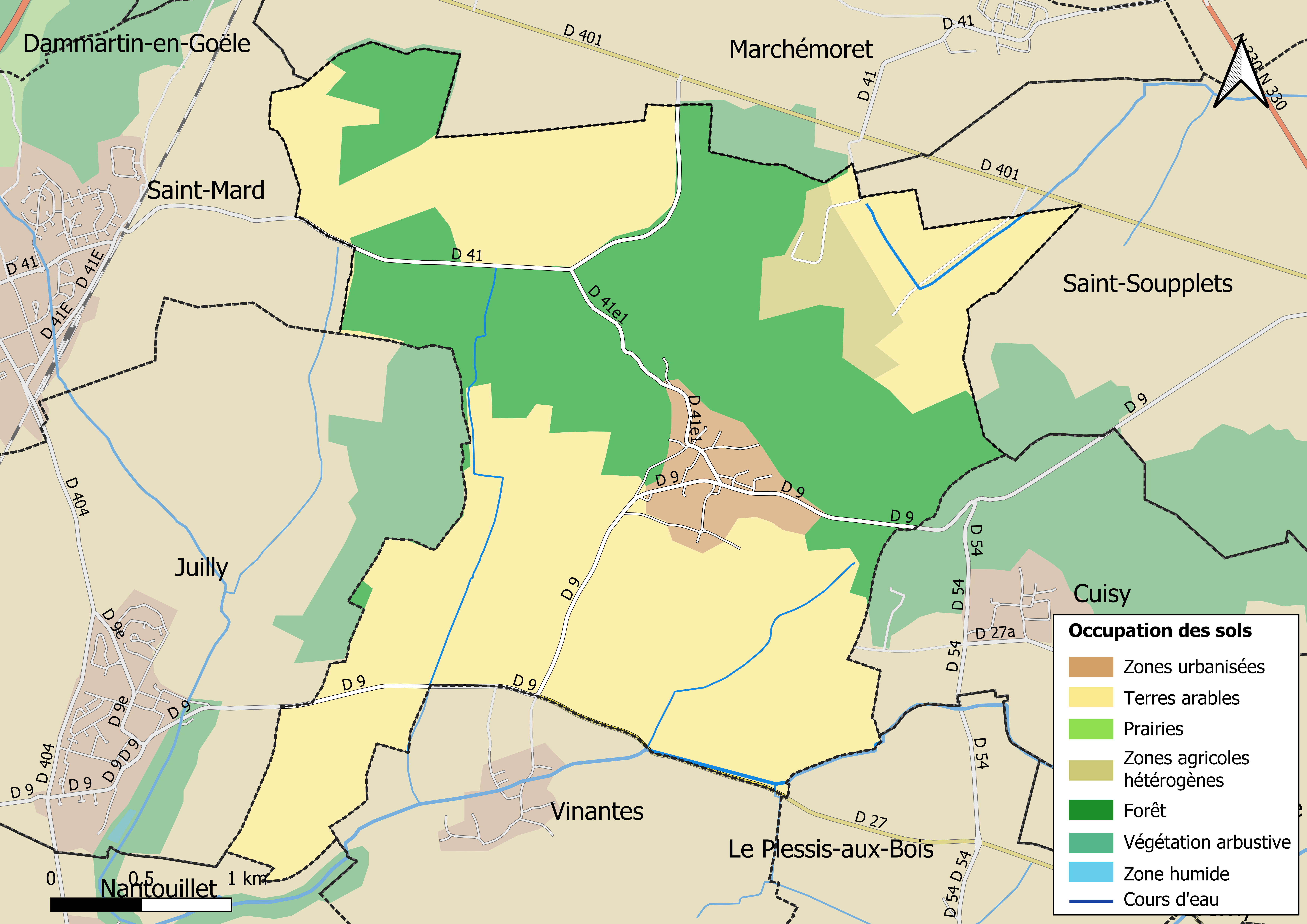
Carte des infrastructures et de l'occupation des sols en 2018 (CLC) de la commune.
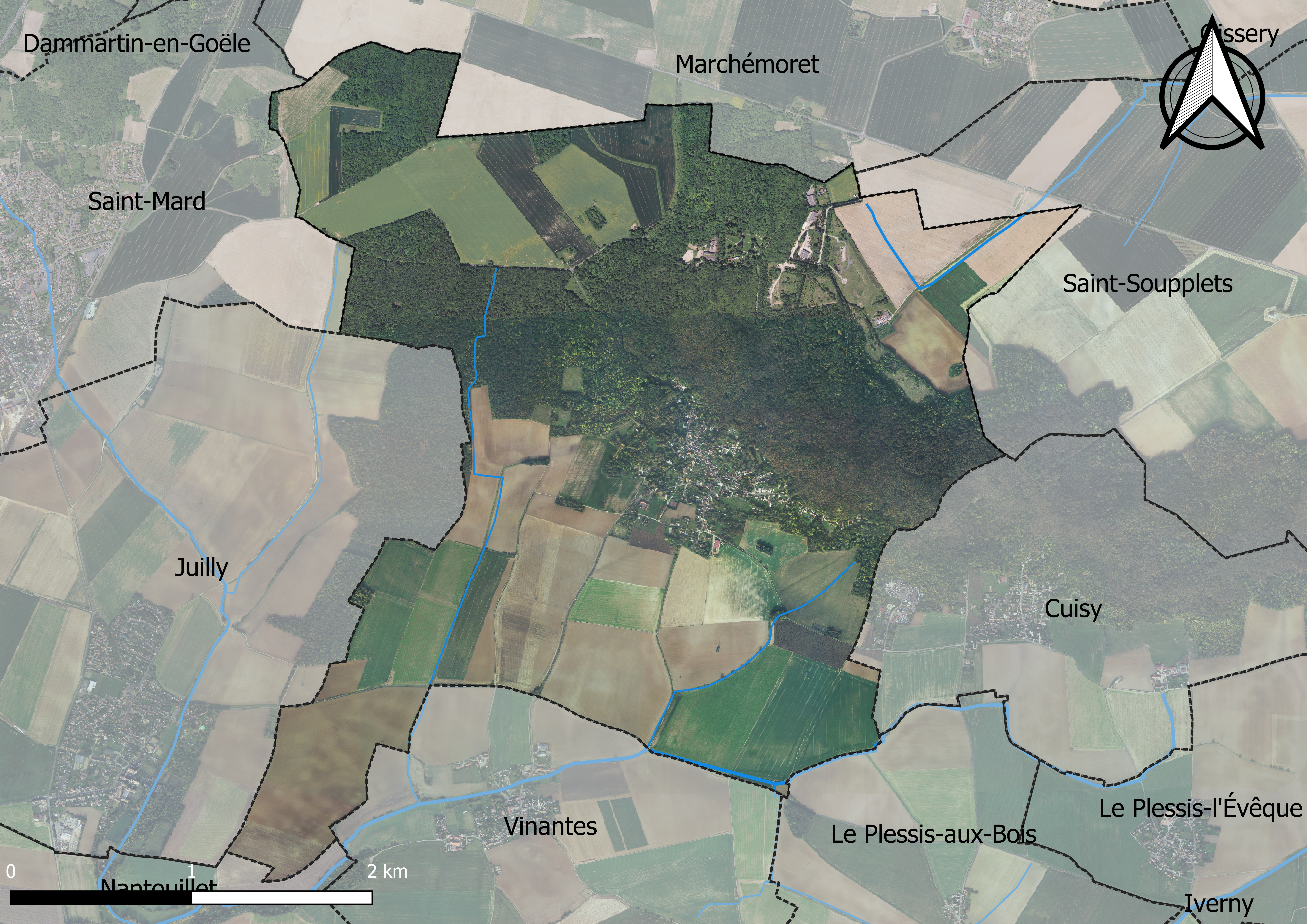
Carte orhophotogrammétrique de la commune.

### Planification
La loi SRU du 13 décembre 2000 a incité les communes à se regrouper au sein d’un établissement public, pour déterminer les partis d’aménagement de l’espace au sein d’un SCoT, un document d’orientation stratégique des politiques publiques à une grande échelle et à un horizon de 20 ans et s'imposant aux documents d'urbanisme locaux, les PLU (Plan local d'urbanisme). La commune est dans le territoire du SCOT Roissy Pays de France, approuvé le 19 décembre 2019 et porté par la communauté d’agglomération Roissy Pays de France.
La commune disposait en 2019 d'un plan local d'urbanisme en révision. Le zonage réglementaire et le règlement associé peuvent être consultés sur le Géoportail de l'urbanisme.

### Logement
En 2016, le nombre total de logements dans la commune était de 330 dont 95,1 % de maisons et 4,3 % d'appartements.
Parmi ces logements, 83,1 % étaient des résidences principales, 4,3 % des résidences secondaires et 12,6 % des logements vacants.
La part des ménages fiscaux propriétaires de leur résidence principale s'élevait à 87,5 % contre 9,6 % de locataires et 2,9 % logés gratuitement.

### Voies de communication et transports

#### Voies ferrées

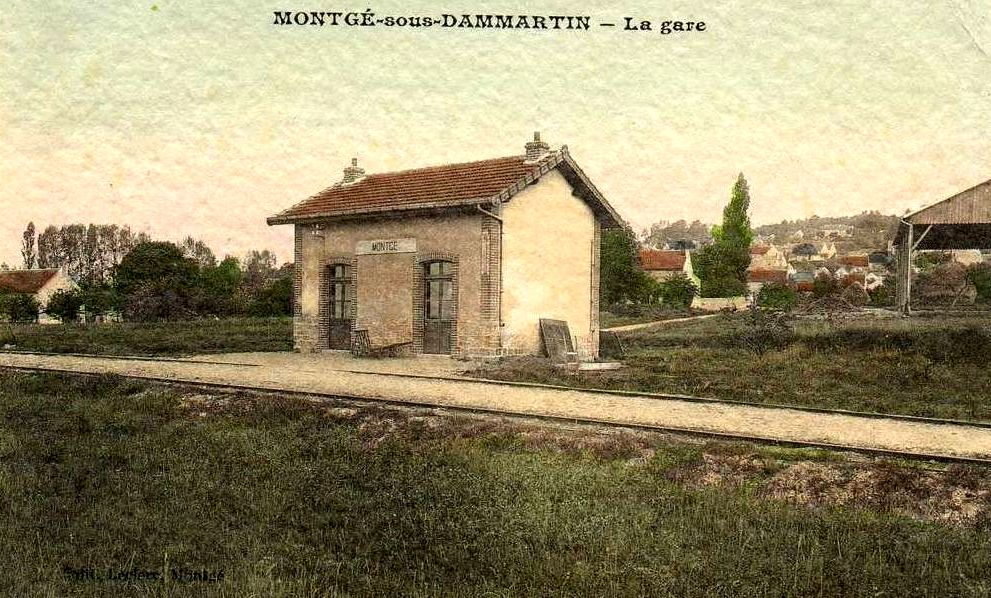
La gare du « tacot » au début de l'exploitation. Le bâtiment-voyageurs fut doté d'un étage bientôt après. La gare se trouvait au sud du village, dans le prolongement de l'impasse de l'Arabie.

Du 23 novembre 1910 au jusqu'au 31 août 1938, Montgé était raccordé au réseau ferroviaire par la ligne à écartement métrique du Tramway de Meaux à Dammartin, et disposait d'une gare avec bâtiment voyageurs, voie d'évitement et voie de garage. Au début, le trafic se développa favorablement, si bien que la desserte avait pu être portée de trois à quatre allers-retours quotidiens en 1913, mais avec la Première Guerre mondiale, la réduction à un unique aller-retour fut inévitable. L'exploitation ne s'en rattrapa pas facilement et le réseau fut mis sous séquestre en 1921, situation qui dura jusqu'en janvier 1931 quand l'affermage à la Compagnie de chemins de fer départementaux (CFD) devint effectif. Dès la fin des années 1920, la desserte s'était normalisée, et la CFD remplaça la plupart des trains par des autorails en 1934. Le temps de voyage était de une heure et dix minutes pour Meaux, et de dix-sept minutes pour la gare SNCF de Dammartin. Cependant, le nombre de voyageurs continua de diminuer, les lignes d'autocars attirant de plus en plus de clientèle. De ce fait, la CFD obtint la fermeture au service public à titre d'essai à partir du 1er septembre 1938, le service de voyageurs étant entièrement reporté sur la route. Un service de marchandises saisonnier fut maintenu jusqu'en 1958 entre Saint-Soupplets et la gare de Meaux pour le transport de betteraves, assuré par la sucrerie de Villenoy.
Le sentier de grande randonnée GR1 traverse le territoire de la commune, entre Juilly  à l'ouest et Cuisy à l'est.

## Toponymie
- Montgé en 1793, Montger en 1801, Montgé-en-Goële en 1970[31].

Mentionné au XIe siècle, De Monte Gaio et aussi Mon Jovis. Étymologie probable : Mons Jovis, mont Jupiter.
Goële : petite région enclavée dans la plaine de France (en limite de la Picardie).
Quelques toponymes des lieux-dits sont d'origine gallo-romaine ou germanique (grandes invasions des Ve et VIe siècles), mais la plupart se sont formés à l'époque romane entre le XIe et le XVIe siècle.
Dans leur emploi primitif, les toponymes décrivaient un endroit (le trou, la friche), il s'agissait de noms communs. Des dérivations et des compositions s'appliquèrent à ces noms afin de les particulariser (la vignette, le vieux château). Puis, peu à peu, les noms se figèrent sur un lieu unique; ces endroits devinrent ainsi des lieux-dits.
Nombreux sont ceux de Montgé qui ont suivi cette règle : l'Abîme, le Gouffre, les Aulnes, la Terre à Guy, le Parc aux Bœufs, la Montagne Verte, le Caillou, la Vignette, le Fond de Bois, les Grands Jardins, l'Entre Deux Bois, la Grande Friche.
Certains ont vieilli ou ont été déformés et méritent quelques explications : la Cavée, signifiant chemin creux ; le clos Pourceau, signifiant clos à porcs ; les carreaux, multitude de parcelles de terre ; la Folie, de feuillée, désignant un lieu ombragé d'arbres, en l'occurrence un rendez-vous de chasse proche du domaine de Saint-Thibault ; les fonds de Goële, déformation de fossés de Goële ; les Tillières, c'est-à-dire les tilleuls ou les tuilières ; les Essarts, du verbe essarter ou défricher.
D'autres lieux doivent leur nom à des symboles, des faits particuliers, des anecdotes ou des conditions climatiques : 
- le bois de l'Homme Mort, déjà un lieu-dit en 1623 ;
- Chanteloup, le Conseil des Loups, la Mare aux Loups : il y en avait tellement, que pendant la Révolution, des battues de plus de cinquante personnes furent organisées ;
- l'Enfer : terre apparemment glaiseuse et humide, donc difficile à cultiver ;
- la Hourie ou Hory : cette terre aurait été donnée en hoirie, c'est-à-dire en héritage ;
- les Quatre-Vents, le Tourniquet : ces deux endroits mitoyens laissent supposer un lieu venté ;
- le Grand Brouillard, le Petit Brouillard : se trouvant dans la plaine, vers Juilly, nos ancêtres ne s'étaient pas trompés.

Certains noms ont des droits féodaux comme origine :
- la Petite Gruerie : privilèges du seigneur (le comte de Dammartin) sur les bois, cf. Le terme grume toujours usité ;
- le Petit Dîmage : venant de dîme ;
- le Bois des Communes : bois laissés à la disposition des habitants par le comte de Dammartin.

Parfois, lorsque les propriétaires étaient nobles ou religieux, ces derniers laissèrent leurs noms à leurs terres : Bois de l'Hôtel-Dieu, Bois Postel, Bois de l'Oratoire, Bois de Pontré, Bois du Sépulcre, les Quinze-Vingt, Bois de Noefort, Carrefour Montmort, Bois des Trois Seigneurs.
Les noms de rues et de chemins suivent à peu près les mêmes règles, mais certains sont plus récents :
- rue du Sépulcre : extrémité du chemin de la ferme du Sépulcre (autre nom de la ferme de Saint-Thibault), le Saint Sépulcre était le nom de la confrérie des moines qui s'installèrent dans le prieuré ;
- chemin de la Procession : un pèlerinage se rendait à Saint-Thibault, chaque mardi de Pâques, jusqu'en 1879 ;
- chemins des Brandons : un brandon est un flambeau de paille tortillé ; il était d'usage, autrefois, de porter des brandons allumés le premier dimanche de Carême, aussi appelé Dimanche des Brandons ;
- rue et ruelle Saint-Pierre : il pourrait s'agir des voies menant à une vieille église de Saint-Pierre, située au bout du village de Montgé, comme le laisse supposer une charte de 1496 entre les habitants et le comte de Dammartin ;
- le Vieux Trou : après l'église, il s'agissait du lieu le plus fréquenté : le puits du village ;
- rue de la ferme d'en Bas : probablement en raison de la ferme du prince de Condé, détruite en 1781, appelée aussi fief de Jossigny, situé à l'emplacement actuel des maisons de MM. Aubry Roger et Michel ;
- rue de l'Arabie : anciennement appelée rue du Vieux Trou, auquel elle montait tout droit, elle tirerait ce nouveau nom de ce qu'elle menait loin du centre, loin comme l'Arabie (?) ;
- rue Neuve : déjà neuve en 1772, peut-être fut-elle ouverte lors de la création du nouveau cimetière, l'ancien étant proche de l'église dans le jardin surplombant la place de la mairie ;
- rue de la Loi : elle fut aussi appelée Grande Rue, anciennement : rue de l'Orme de la Loi (en 1548). Cette rue menait peut-être à un arbre où l'on rendait la Justice, elle est également proche du lieu-dit l'Orme Guillet ;
- rue du fief Mallet : cette rue longe le lieu-dit du même nom, l'un des très nombreux fiefs de Montgé ;
- rue Simonard : anciennement, rue des Blossiers, et dans sa partie basse jusqu'à Vinantes, rue du Pavé ou pavé de Montgé. Monsieur Simonard était propriétaire d'une magnifique maison de campagne non loin de cette rue, il fut en outre secrétaire de mairie (1826) ;
- rue des Blossiers : anciennement rue du Pré Met, les blossiers sont des arbres à blosses ou à fruits blets tels que les pruniers sauvages
- le Vieux Château : écrit aussi Viel Château, devrait son nom à un château disparu situé dans le virage près du départ du chemin de la Procession ;
- route de Juilly et de Saint-Soupplets : cette route départementale, construite au XIXe siècle, prit pendant quelque temps le nom de rue Gambetta ;
- rue du Docteur-Héryès : maire de Montgé de 1965 à 1971.

Néanmoins, bon nombre de toponymes gardent encore leur secret :
- rue du Pré-Huart : anciennement rue Huart, mais rien de plus ;
- la Croix de Villé : de Villère en 1772, elle donna son nom à la ferme de Villé (M. Delavay) lors de sa construction.

De même : la Quincangrogne, Montgrésin, la Lucasse, l'Orme Guillet, ruelle Artoire, ruelle Penchard, le ru Huguelin, rue Mécan, le clos de la Barre, l'Horloge, le Vivier Bonnet, la Haie Isabeaux.

## Histoire

### Généralités
Mentionné au XIe siècle, "De Monte Gaio" et aussi "Mon Jovis". Étymologie probable : Mons Jovis, mont Jupiter. Seigneurie relevant de Dammartin, possession des comtes Chabannes, puis des Condé. Église à la collation de l'évêque de Meaux. Prieuré du Saint-Sépulcre d'Allemagne, à la collation de l'abbé de Tiron (diocèse de Chartres). Combats en 1914 (Voir ici).
Vestiges préhistoriques et antiques : silex taillés. tumulus (?). camp romain (?).
Architecture civile : village à flanc de coteau : maisons briardes XVIe siècle, XVIIe siècle et XVIIIe siècle. Château de Saint-Thibault (aujourd'hui disparu), construit vers 1840 à l'emplacement d'un ancien prieuré des moines du Saint-Sépulcre d'Allemagne. Tour de télégraphe optique, en forêt, repère géodésique de l'armée.
Architecture sacrée : église Saint-Étienne XIIe siècle/XVIIe siècle : pierre tombale XVIIe siècle, statuettes XVIIIe siècle, litre funéraire d'un prince de Condé. Chapelle du Saint-Sépulcre (ou de Saint-Thibault).

## Politique et administration

### Liste des maires
| Période   | Période  | Identité          | Étiquette | Qualité                 |
| --------- | -------- | ----------------- | --------- | ----------------------- |
| 1803      | 1819     | Frédéric Roche    |           |                         |
| 1819      | 1831     | Antoine Boisseau  |           |                         |
| 1831      | 1837     | Louis Duflocq     |           |                         |
| 1837      | 1840     | Antoine Boisseau  |           |                         |
| 1840      | 1848     | Alexandre Roche   |           |                         |
| 1848      | 1850     | Martin Mouton     |           |                         |
| 1850      | 1871     | Antoine Boisseau  |           |                         |
| 1871      | 1880     | Charles Mouton    |           |                         |
| 1880      | 1902     | Adrien Mouton     |           |                         |
| 1902      | 1903     | Jules Rousseau    |           |                         |
| 1903      | 1912     | Léon Chevance     |           |                         |
| 1912      | 1919     | Alexandre Cotelle |           |                         |
| 1919      | 1929     | André d'Eichthal  |           |                         |
| 1929      | 1947     | Henri Daverdin    |           |                         |
| 1947      | 1965     | André Mercier     |           |                         |
| 1965      | 1971     | Norbert Heyries   |           |                         |
| 1971      | 1977     | Marcel Parde      |           |                         |
| 1977      | 1982     | André Marchal     |           |                         |
| 1982      | 1989     | Bernard Plommet   |           |                         |
| 1989      | 2001     | Michel Aubry      |           |                         |
| mars 2001 | En cours | Pascal Hiraux     |           | Administrateur de biens |

## Équipements et services

### Eau et assainissement
L’organisation de la distribution de l’eau potable, de la collecte et du traitement des eaux usées et pluviales relève des communes. La loi NOTRe de 2015 a accru le rôle des EPCI à fiscalité propre en leur transférant cette compétence. Ce transfert devait en principe être effectif au 1er janvier 2020, mais la loi Ferrand-Fesneau du 3 août 2018 a introduit la possibilité d’un report de ce transfert au 1er janvier 2026,.

#### Assainissement des eaux usées
En 2020, la gestion du service d'assainissement collectif de la commune de Montgé-en-Goële est assurée par la communauté de communes Plaines et monts de France (CCPMF) pour la collecte, le transport et la dépollution. Ce service est géré en délégation par une entreprise privée, dont le contrat arrive à échéance le 30 juin 2020,,.
L’assainissement non collectif (ANC) désigne les installations individuelles de traitement des eaux domestiques qui ne sont pas desservies par un réseau public de collecte des eaux usées et qui doivent en conséquence traiter elles-mêmes leurs eaux usées avant de les rejeter dans le milieu naturel. La communauté de communes Plaines et monts de France (CCPMF) assure pour le compte de la commune le service public d'assainissement non collectif (SPANC), qui a pour mission de vérifier la bonne exécution des travaux de réalisation et de réhabilitation, ainsi que le bon fonctionnement et l’entretien des installations,.

#### Eau potable
En 2020, l'alimentation en eau potable est assurée par la communauté de communes Plaines et monts de France (CCPMF) qui en a délégué la gestion à une entreprise privée, dont le contrat expire le 31 décembre 2023,.

## Population et société

### Démographie
L'évolution du nombre d'habitants est connue à travers les recensements de la population effectués dans la commune depuis 1793. Pour les communes de moins de 10 000 habitants, une enquête de recensement portant sur toute la population est réalisée tous les cinq ans, les populations de référence des années intermédiaires étant quant à elles estimées par interpolation ou extrapolation. Pour la commune, le premier recensement exhaustif entrant dans le cadre du nouveau dispositif a été réalisé en 2005.

En 2022, la commune comptait 724 habitants, en évolution de −4,23 % par rapport à 2016 (Seine-et-Marne : +3,92 %, France hors Mayotte : +2,11 %).
| 1793 | 1800 | 1806 | 1821 | 1831 | 1836 | 1841 | 1846 | 1851 |
| ---- | ---- | ---- | ---- | ---- | ---- | ---- | ---- | ---- |
| 554  | 567  | 682  | 623  | 506  | 645  | 700  | 693  | 672  |

| 1856 | 1861 | 1866 | 1872 | 1876 | 1881 | 1886 | 1891 | 1896 |
| ---- | ---- | ---- | ---- | ---- | ---- | ---- | ---- | ---- |
| 580  | 614  | 607  | 606  | 626  | 603  | 616  | 556  | 531  |

| 1901 | 1906 | 1911 | 1921 | 1926 | 1931 | 1936 | 1946 | 1954 |
| ---- | ---- | ---- | ---- | ---- | ---- | ---- | ---- | ---- |
| 484  | 469  | 427  | 411  | 410  | 386  | 364  | 360  | 346  |

| 1962 | 1968 | 1975 | 1982 | 1990 | 1999 | 2005 | 2006 | 2010 |
| ---- | ---- | ---- | ---- | ---- | ---- | ---- | ---- | ---- |
| 347  | 348  | 459  | 539  | 584  | 633  | 685  | 692  | 688  |

| 2015 | 2020 | 2022 | - | - | - | - | - | - |
| ---- | ---- | ---- | - | - | - | - | - | - |
| 739  | 728  | 724  | - | - | - | - | - | - |

## Économie

### Secteurs d'activité

#### Agriculture
Montgé-en-Goële est dans la petite région agricole dénommée la « Butte de Damartin », constituée de deux petites enclaves à l'intérieur de la « Goële et Multien », au nord du département. En 2010, l'orientation technico-économique de l'agriculture sur la commune est la polyculture et le polyélevage.
Si la productivité agricole de la Seine-et-Marne se situe dans le peloton de tête des départements français, le département enregistre un double phénomène de disparition des terres cultivables (près de 2 000 ha par an dans les années 1980, moins dans les années 2000) et de réduction d'environ 30 % du nombre d'agriculteurs dans les années 2010. Cette tendance se retrouve au niveau de la commune où le nombre d’exploitations est passé de 6 en 1988 à 1 en 2010. Parallèlement, la taille de ces exploitations augmente, passant de 32 ha en 1988 à 99 ha en 2010.
Le tableau ci-dessous présente les principales caractéristiques des exploitations agricoles de Montgé-en-Goële, observées sur une période de 22 ans : 
|                                      | 1988 | 2000 | 2010 |
| ------------------------------------ | ---- | ---- | ---- |
| Dimension économique,                |      |      |      |
| Nombre d’exploitations (u)           | 6    | 2    | 1    |
| Travail (UTA)                        | 14   | 3    | 4    |
| Surface agricole utilisée (ha)       | 190  | 100  | 99   |
| Cultures                             |      |      |      |
| Terres labourables (ha)              | 177  | s    | s    |
| Céréales (ha)                        | 134  | s    | s    |
| dont blé tendre (ha)                 | 90   | s    | s    |
| dont maïs-grain et maïs-semence (ha) | 30   | s    | s    |
| Tournesol (ha)                       | 0    |      |      |
| Colza et navette (ha)                | 0    |      |      |
| Élevage                              |      |      |      |
| Cheptel (UGBTA)                      | 203  | 42   | 40   |

## Culture locale et patrimoine

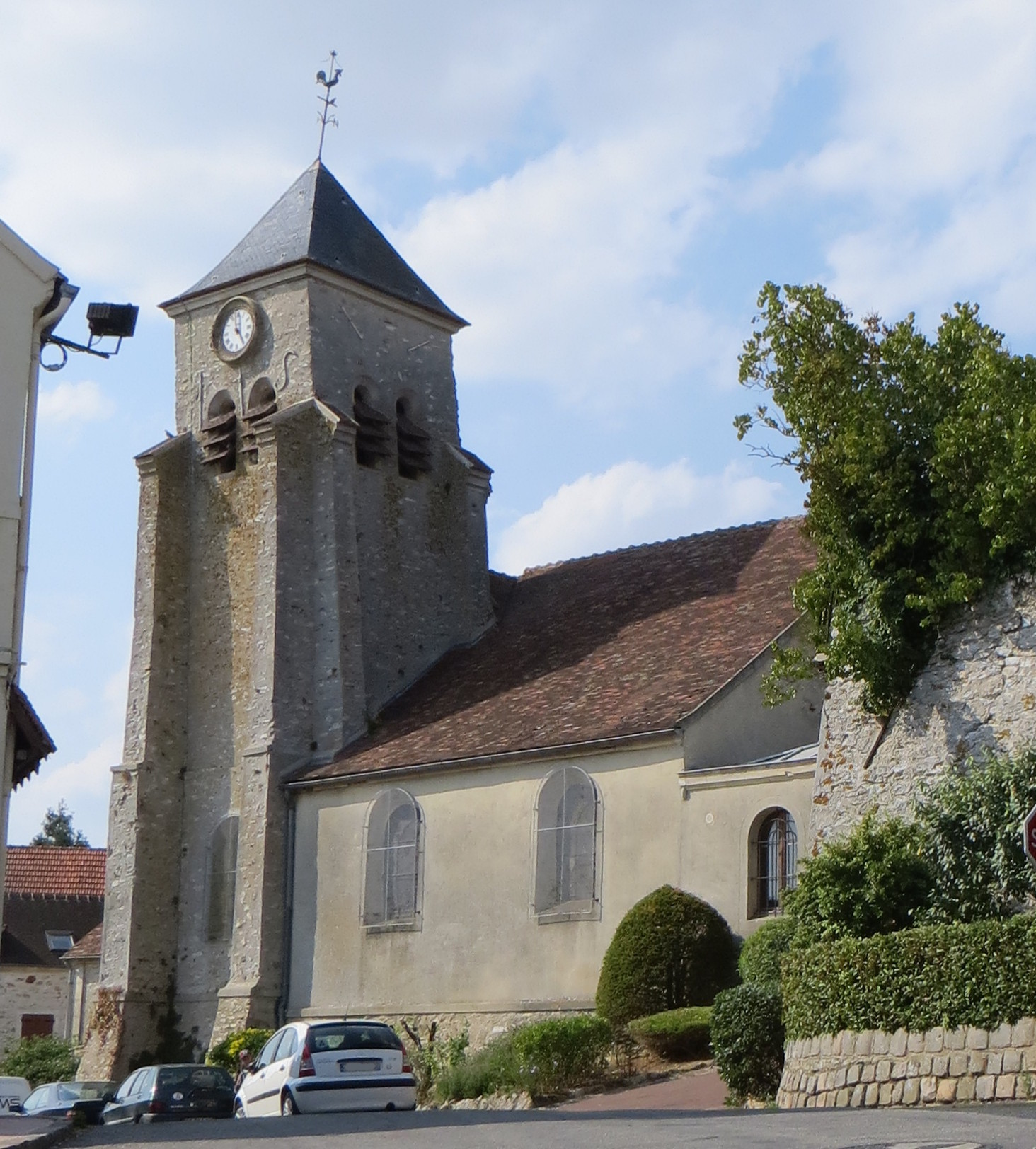
Église Saint-Étienne - cloche de l'église sonnant 17 h :Fichier:Montgé-en-Goële - Cloche de l'église Saint-Étienne.ogg

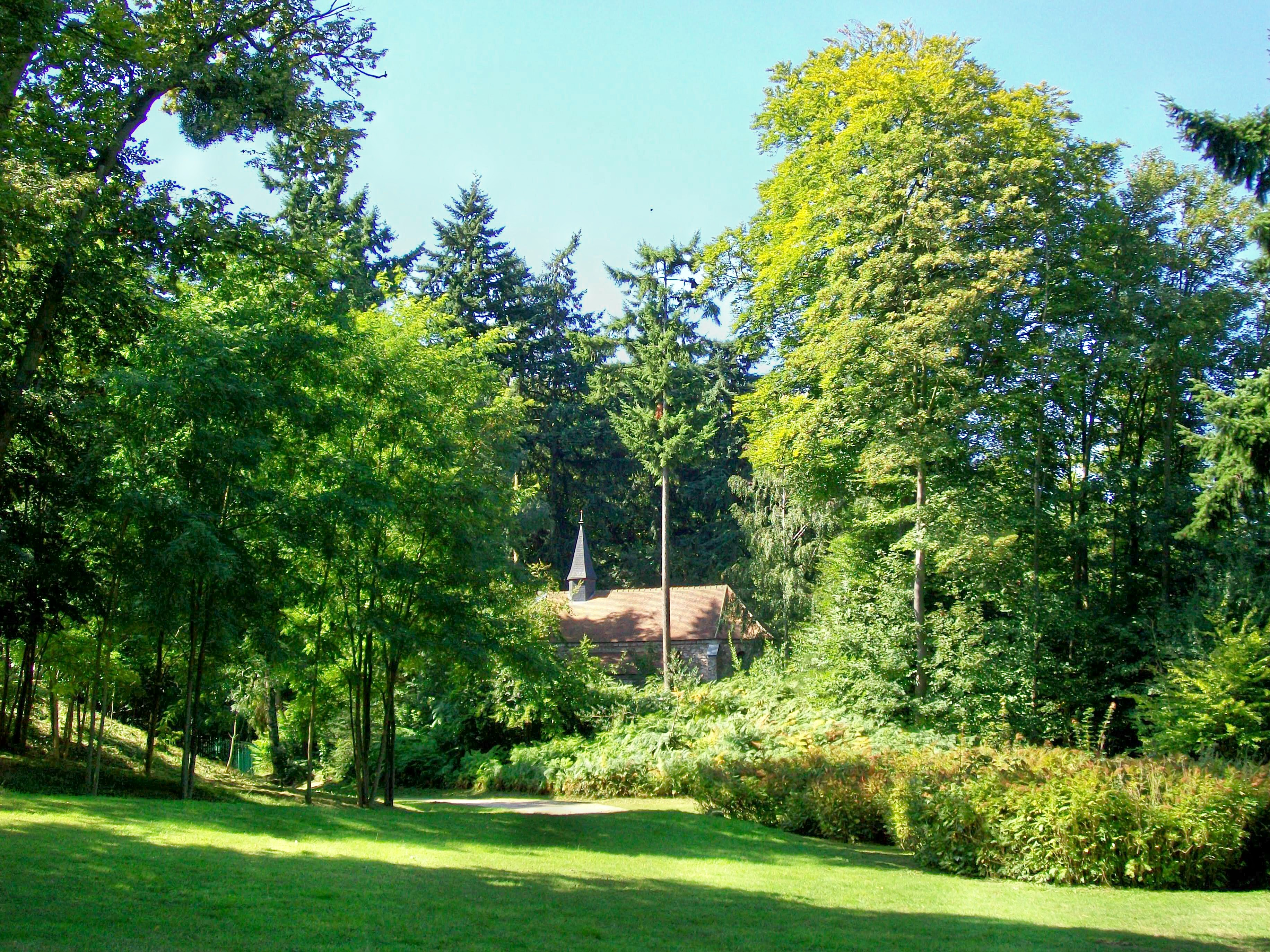
Domaine régional de St Thibault.

### Lieux et monuments

#### L'église Saint-Étienne
L'origine de l'église est ancienne et étroitement liée à l'évêché de Meaux. Lorsque les diocèses furent formés et pour marquer leurs frontières, le nom du saint patron donné aux paroisses était le même que celui de la cathédrale dont elles dépendaient. C'est pourquoi, les églises de Montgé et de Juilly furent dédiées, et d'autres aussi, à saint Étienne, comme la cathédrale meldoise. Cependant, une charte, datant de 1496, entre les habitants et le comté de Dammartin laisse supposer l'existence d'une « vieille église de Saint-Pierre située au bout de la ville de Montgé »; voilà qui pourrait expliquer l'origine du nom de la rue et de la ruelle Saint-Pierre.
La construction de l'église Saint-Étienne remonte, pour la partie la plus ancienne, au XIIe siècle environ. À cette époque, on peut penser que l'édifice n'était constitué que d'une chapelle correspondant à la moitié nord-est de la nef actuelle.  Des extensions successives du XIIIe siècle au XVIIIe siècle lui donnèrent la forme que nous lui connaissons. Le clocher d'origine était une tour carrée surmontée d'une couverture de tuiles à deux pans. Un grand vitrail se trouvait dans le mur au-dessus de l'autel; il a été bouché vers le XVIIIe siècle.
Avant la Révolution, les terres de la cure de Montgé étaient affermées par le curé ; ainsi, en 1683, elles rapportèrent 600 livres tournois. L'administration des biens de la paroisse était confiée à un corps spécial appelé fabrique constitué d'un conseil des fidèles. En 1712, les terres de la fabrique de Montgé étaient louées moyennant la somme de 80 livres.
On peut observer, à l'intérieur de l'église, des sortes de blasons peints directement sur les murs. Il s'agit de « litre » correspondant au « droit de litré » du pouvoir féodal : lors du décès d'un seigneur, ces marques étaient peintes en signe de deuil : la plus travaillée — trois fleurs de lys sur fond d'azur — représente les armes de Louis-Henri, duc de Bourbon, prince de Condé (1692-1740) ; le comté de Dammartin était alors propriété des Condé.
En ce temps-là, tandis que les gens du peuple étaient inhumés au cimetière (actuelle propriété près de l’église, au-dessus de la place de la mairie), les notables du pays recevaient une sépulture dans l'église. Pour illustration, deux pierres tombales, dont l'une date de 1629, se trouvaient dans l'allée centrale (l'une d'elles est actuellement située contre le mur sous le clocher). Des fouilles permirent de découvrir des restes jusqu'à 1 mètre 50 de profondeur avec parfois quatre sépultures superposées. Dans les couches inférieures, on découvrit quatre vases funéraires, vestiges des rites de l'Antiquité ou l'on accompagnait le défunt d'instruments de travail et de nourriture.
Deux de ces vases contenaient du charbon de bois, purificateur et symbole de feu témoignant d'une tradition du XIIIe siècle ; Les deux autres, vides, ont dû contenir de l'eau, autre symbole purificateur et souvenir du baptême correspondant à un rite ayant eu cours entre le XIVe siècle et le XVIIe siècle. Les registres paroissiaux citent les emplacements des sépultures : « proche le bénitier », « sous les cloches », « pied l'autel », etc.  et nous apprennent que le dernier enterrement dans l'église date de 1761 : « 9 septembre : Maurice Pichault, fils de Maurice Pichault, avocat au parlement - 22 ans ».
Dans ces registres apparaît le baptême d'une cloche : « L'an 1763, le vingt sept Mai, avec la permission de Monseigneur L'Évêque de Meaux, a été bénie prêtre soussigné Curé de cette paroisse la grosse cloche de cette église sous l'invocation de la Sainte-Vierge et celle de Ste Louise nommée ainsi par Philippe Décolasse, marguiller (membre d'une fabrique chargé de la gestion de la paroisse) chargé de cette fabrique et de Demoiselle Marie Anne Mouton, fille de Maître Simon Mouton procureur fiscal de ce lieu et de défunte Dame Marie Anne Puissieux.

Signé : Philippe Décolasse, Maire Anne Mouton, Bohaire curé ».
Brisée par « vaillantise », une nouvelle cloche est venue la remplacer en janvier 1825 ; c'est cette dernière qui rythme la vie quotidienne de ce village. Voici ce qu'on peut lire dessus :  
« J'ai été bénite par Jn Carriel Boillau, curé de Montgez et nommée Jeanne Colte par Jeanne Colte Levert épouse de C.J. Pichault de la Martinière Chevalier l'Intend. militaire - Chevalier des ordres de St Louis et de la Légion d'Honneur. Parrain Mr Ecuyer père du sus-nommé propriétaire en la commune de Montgez Mr Boisseau, Maire de Montgez ».
En 1896, un ravalement de l'église fut effectué, d'après des plans approuvés à Melun par le préfet de Seine-et-Marne le 14 août 1895. Un enduit fut appliqué sur les murs extérieurs.
Vers 1970, cédant à la mode de l'époque, l'intérieur de l'église fut « allégé ». Des travaux de modernisation entrainèrent la disparition d'un chemin de croix en bois, des lustres, d'un tableau du XVIIIe siècle représentant une scène religieuse, de la plupart des bancs (sur lesquels figuraient des plaques de cuivre portant le nom des fidèles) et surtout d'une chaire néogothique réalisée par un artisan du village M. Moritz.
Le vieux sol de terre cuite et de pierre fut remplacé par un opus d'ardoise et l'on édifia un nouvel autel (sur une marche de béton) face aux fidèles selon le rite édicté par Jean XXIII. C'est au cours de ces travaux que l'abbé Houillon, passionné d'archéologie et d'histoire effectua les fouilles évoquées précédemment.
La restauration de 1986 visa à redonner aux murs extérieurs leur aspect original, à mettre le clocher hors d'eau et à valoriser le cœur du village. Il convient désormais d'envisager une remise en état intérieure de l'église ; heureusement, elle parait devoir être simple et peu dispendieuse.

#### Le domaine de Saint-Thibault
Chapelle Saint-Thibault, site de l’ancien château de Saint-Thibault.

### Patrimoine naturel
Forêt régionale de Montgé sur les buttes du nord de la Seine-et-Marne (200 m.).